# Брашпиль

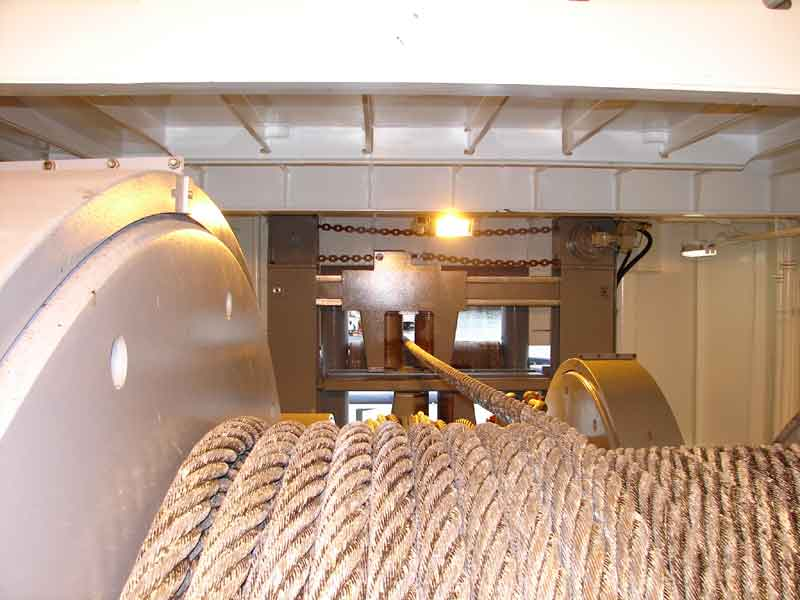
Комбинированная буксирная лебёдка французского спасательного судна «Abeille Bourbon»

Бра́шпиль (бра́тшпиль) (от нидерл. braadspil или нем. Bratspill) — палубный механизм лебёдочного типа, представляющий собой (в простейшем варианте) горизонтальный ворот. Используют для подъёма якоря и натяжения троса при швартовке. Имеет горизонтальный вал, в отличие от шпиля (кабестан). Предназначен для обслуживания якорных цепей обоих бортов. Брашпили бывают: электромеханические, паровые, гидравлические, ручные.